# Suren Barseghian
Suren Barseghian, orm. Սուրեն Բարսեղյան, ros. Сурен Айказович Барсегян, Suren Ajkazowicz Barsegian (ur. 12 października 1959 w Erywaniu, Armeńska SRR) – ormiański trener piłkarski.

## Kariera trenerska
W 1986 rozpoczął pracę szkoleniowca. Najpierw w trenował ormiańskie kluby Spartak Hoktemberjan, Kotajk Abowian i Kasach Asztarak, a potem wyjechał do Libanu, gdzie prowadził tamtejszy klub. W sierpniu 1997 został mianowany na stanowisko selekcjonera narodowej reprezentacji Armenii, z którą pracował do 9 października 1999. W 2002 roku został trenerem klubu Mika Erywań. W 2005 zmienił klub na Ararat Erywań, który prowadził do maja 2006. Po 8 miesiącach przerwy w połowie stycznia 2007 objął stanowisko głównego trenera Gandzasaru Kapan. Również kierował drugim zespołem Gandzasaru. W maju 2007 stał na czele Ulissu Erywań. Latem 2008 został zwolniony z zajmowanego stanowiska, a już wkrótce powrócił do sztabu szkoleniowego Miki Erywań, w którym najpierw pomagał trenować, a we wrześniu 2008 objął prowadzenie klubu. W lutym 2009 został zaproszony na stanowisko głównego trenera w libańskim klubie Salam Zgharta.

## Sukcesy i odznaczenia

### Sukcesy trenerskie
Mika Erywań
- mistrz Armenii: 2004
- zdobywca Pucharu Armenii: 2003
- finalista Superpucharu Armenii: 2004